# جيمي فوكس (طبال)
جيمي فوكس (بالإنجليزية: Jim Fox)‏ هو طبال أمريكي، ولد في 24 أغسطس 1947.

## وصلات خارجية
- جيم فوكس على موقع ميوزك برينز (الإنجليزية)
- جيم فوكس على موقع ديسكوغز (الإنجليزية)